# Georges Turlier
Georges Turlier (ur. 16 lipca 1931 w Saint-Hilaire-Fontaine) – francuski kajakarz, kanadyjkarz. Złoty medalista olimpijski z Helsinek.
Igrzyska w 1952 były jego pierwszą olimpiadą, brał udział również w IO 60. Triumfował w kanadyjkowej dwójce na dystansie 10 kilometrów. Partnerował mu Jean Laudet.